# Lissonota breviseta
Lissonota breviseta är en stekelart som beskrevs av Julius Theodor Christian Ratzeburg 1852. Lissonota breviseta ingår i släktet Lissonota och familjen brokparasitsteklar. Inga underarter finns listade i Catalogue of Life.